# Tune in, Tokyo...
Tune in, Tokyo... es un EP en vivo de Green Day lanzado únicamente en Japón en 2001. Fue grabado durante la gira de Warning en marzo de 2001 en Japón e incluye un arte de tapa exclusivo.

## Lista de canciones
Todas las canciones escritas y compuestas por Billie Joe Armstrong. 
| N.º   | Título               | Grabación                             | Duración |  |
| 1.    | «Church on Sunday»   | 22 de marzo de 2001 en Fukuoka, Japón | 3:51     |  |
| 2.    | «Castaway»           | 16 de marzo de 2001 en Sendai, Japón  | 5:21     |  |
| 3.    | «Blood, Sex & Booze» | 16 de marzo de 2001 en Sendai, Japón  | 3:40     |  |
| 4.    | «King for a Day»     | 13 de marzo de 2001 en Osaka, Japón   | 4:57     |  |
| 5.    | «Waiting»            | 16 de marzo de 2001 en Sendai, Japón  | 4:13     |  |
| 6.    | «Minority»           | 16 de marzo de 2001 en Sendai, Japón  | 6:44     |  |
| 7.    | «Macy's Day Parade»  | 16 de marzo de 2001 en Sendai, Japón  | 4:24     |  |
| 30:51 |                      |                                       |          |  |

## Músicos
- Billie Joe Armstrong - voz, guitarra, armónica
- Mike Dirnt - bajo, voces adicionales
- Tré Cool - batería
- Jason White - guitarra
- Gabe McNair - trompeta
- Kurt Lohmiller - saxofón

### Créditos
- Chris Bilheimer - dirección de arte, fotografía
- Kevin Lemoine - ingeniero
- Chris Lord-Alge - mezcla
- Green Day - producción